# Warmifontaine
Warmifontaine is een dorp in de Belgische provincie Luxemburg. Het ligt in Grapfontaine, een deelgemeente van de stad Neufchâteau. Het dorpscentrum ligt meer dan drie kilometer ten zuidwesten van het stadscentrum van Neufchâteau.

## Geschiedenis

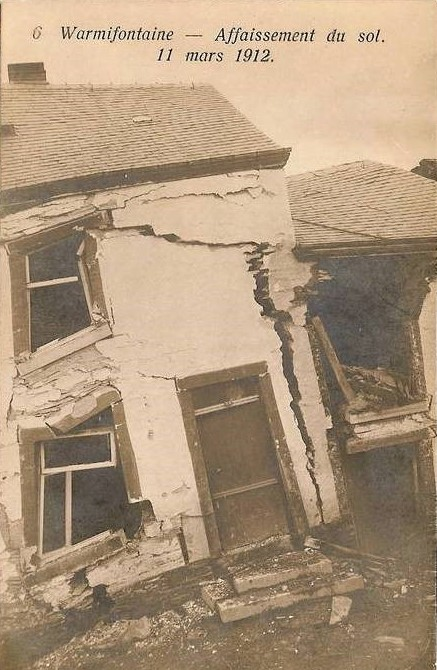
Grondverzakking in 1912

Op het eind van het ancien régime werd Warmifontaine een gemeente, maar deze werd in 1823 opgeheven en bij Straimont gevoegd, en in 1828 bij de nieuwe gemeente Straimont-Grapfontaine. Die gemeente werd in 1837 alweer ontbonden en Warmifontaine werd nu ondergebracht in de nieuwe gemeente Grapfontaine.
Warmifontaine kende verschillende ontginningen van leisteen ("ardoise"), grotendeels ondergronds. In juni 2002 sloot hier de laatste Belgische leisteenmijn.
Op 11 maart 1912 stortte een ondergrondse gaanderij in. Dit veroorzaakte een grondverzakking die doorheen het dorp liep en verschillende huizen beschadigde en onbewoonbaar maakte. Ook de kerk werd bedreigd. 300 arbeiders werden werkloos en het dorp werd gedeeltelijk ontruimd.

## Bezienswaardigheden
- De Église Saint-Martin
- Het oude kerkhof is belangrijk op het gebied van grafkunst en patrimonium.  De leistenen beelden stellen ieder een eigen grafkundige symboliek voor.

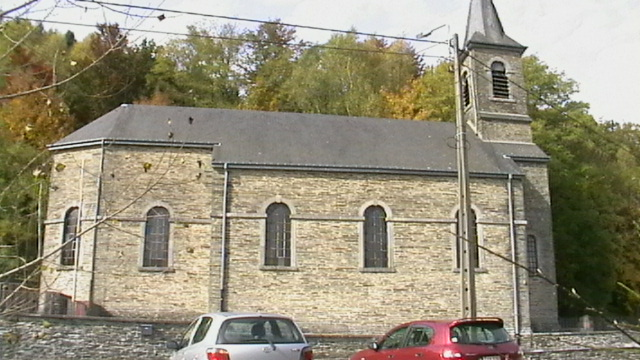
kerk
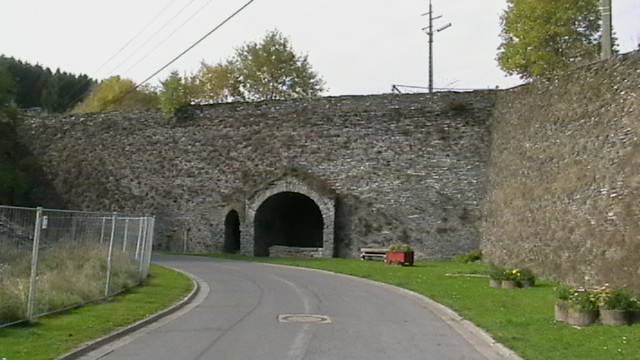
wasplaats
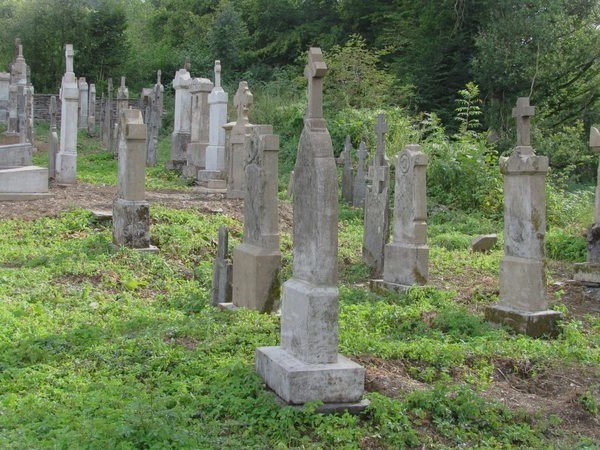
oude begraafplaats
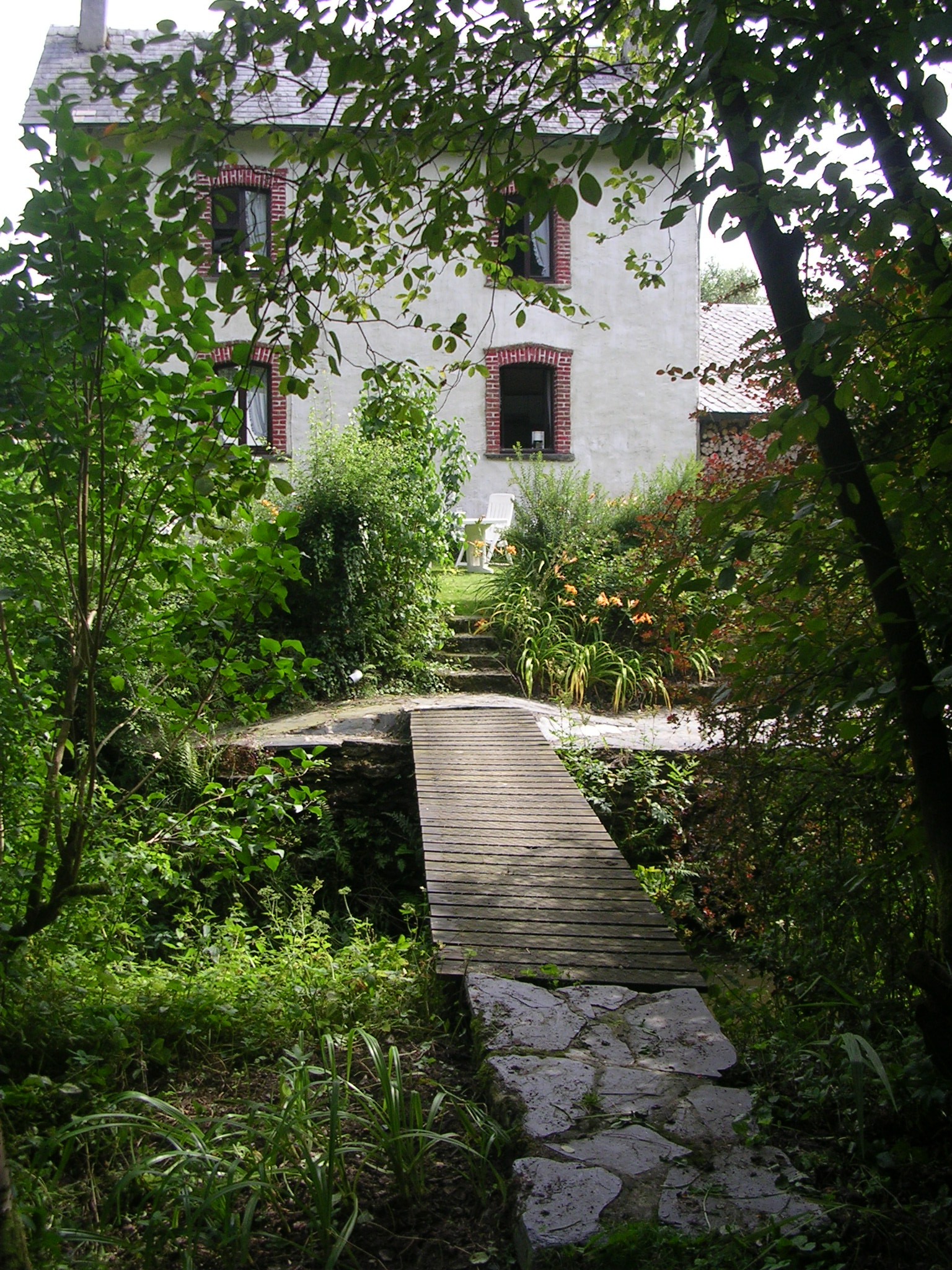
voormalige watermolen
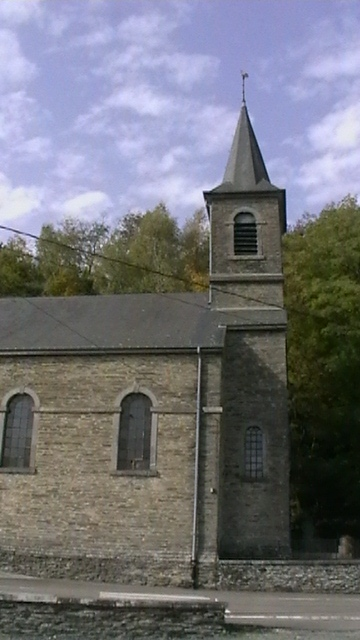
kerk

Deelgemeenten: Grandvoir · Grapfontaine · Hamipré · Longlier · Neufchâteau · Tournay

Overige dorpen en gehuchten: Cousteumont · Gérimont · Harfontaine · Hosseuse · Lahérie · Le Sart · Marbay · Massul · Molinfaing · Mon-Idée · Montplainchamps · Morival · Namoussart · Nolinfaing · Offaing · Petitvoir · Respelt · Semel · Tronquoy · Verlaine · Warmifontaine 

Belgische gemeenten · Arrondissement Neufchâteau · Luxemburg · Wallonië